# Zhaijiao (rituel)
Zhaijiao ou chai-chiao 齋醮 est un événement religieux du taoïsme. Cette célébration comprend deux mots qui sont en eux-mêmes deux rites: l'un de purification par le jeûne entre autres (chai); l'autre d'offrandes et de prières pour les divinités (chiao). Combinés, ils forment une fête religieuse importante en Chine pour les taoïstes.